# Loubillé
Loubillé település Franciaországban, Deux-Sèvres megyében. Lakosainak száma 359 fő (2022. január 1.). Loubillé Paizay-Naudouin-Embourie, Aubigné, Couture-d’Argenson, Loubigné, Villemain és Valdelaume községekkel határos.

## Népesség
A település népességének változása:
| Lakosok száma | 383  | 386  | 394  | 392  | 396  | 400  | 386  | 373  | 359  |
|               | 2013 | 2015 | 2016 | 2017 | 2018 | 2019 | 2020 | 2021 | 2022 |